# Johann I. (Isenburg-Braunsberg)
Johann I. von Isenburg-Braunsberg (* um 1270; † 10. April 1327) war von 1279 bis 1327 Herr von Braunsberg und zu einer Hälfte Besitzer der Grafschaft zu Wied. Er stammte aus dem Haus Braunsberg, eine Nebenlinie des Hauses Isenburg, wodurch er auch einen Anteil an der Burg und Herrschaft Isenburg innehatte. Johanns Enkel Wilhelm I. von Isenburg-Braunsberg vereinigte die Grafschaft Wied nach fast einem Jahrhundert.

## Leben und Wirken
Johann war ein Sohn von Bruno III. von Braunsberg und Isalda von Heinsberg, eine Tochter von Heinrich I. von Heinsberg aus dem Haus der rheinischen Sponheimer. Johann hatte nur einen Bruder namens Engelbert, der unvermählt vor 1306 auf Burg Braunsberg starb. Der Erzbischof Arnold II. von Isenburg († 1259) war Johanns Großonkel. 
Während Johanns Regierungszeit gelang ihm keine Erweiterung seiner Herrschaft, so wie es seinem Vater gelang. Es folgten lediglich Verpfändungen und eine Erwerbung Rommersdorfer Eigenleute im Jahr 1301. Er musste 1294 seine Rechte am Bendorfer Oberhof aufgeben und verpfändete noch 1324 die Hälfte von Dierdorf an Ludwig Walpode von der Neuerburg. In den letzten 20 Jahren seiner Regierung überließ Johann nach und nach Teile seines Besitzes seinen Sohn Bruno, der den braunsbergischen Teil der Burg Altwied mit Burgmannen und allem Zubehör im Jahr 1308 erhielt. 
Bruno verschrieb diesen Anteil als Morgengabe mit 20 Mark Jahrrente an den Freien der Grafschaft Wied seiner Gemahlin Heilwig von Katzenelnbogen. Heilwig, die Güter zu Senheim, Wissenbach und Eiershausen eingebracht hatte, wurde 1308 auf Rückeroth und Roth bewittumt. Auch erwarb Johanns Sohn Bruno im Jahr 1319 das Haus Isenburg zum Wittum Heilwigs für 500 Mark, dazu 1319 von den von Ascheid die Vogtei Ascheid. Brunos Eigengut Rückeroth trug er 1321 für 300 Mark Trier zu Lehen auf, von dem Johann bereits Dierdorf und den Wildbann im Spurkenwald zu Lehen trug.
Bruno IV. starb bereits am 23. August 1325, wodurch die Herrschaft Braunsberg an Johanns Enkel Wilhelm ging.

## Nachkommen
Johann heiratete vor 1290 Agnes († 1314), eine Tochter des Herren Salentin II. von Nieder-Isenburg († nach 1297) und Agnes von Westerburg. Mit ihr hatte er sechs Kinder:
- Bruno IV. (* um 1290; † 23. August 1325), ⚭ 1305 Heilwig (* um 1290; † 1333), Tochter von Wilhelm I. († 18. November 1331), 1276–1331 Graf von Katzenelnbogen
- Salentin († nach 1316) Domherr zu Köln
- Isalda (* vor 1311; † um 1335), ⚭ vor 15. September 1311 Ludwig († 1334), Burggraf von Hammerstein, Ritter, Sohn von Johann II. († 1307), Burggraf von Hammerstein
- Jutta († um 1328)
- Isengard († nach 1315), ⚭ Johann III., Burggraf von Rheineck, Sohn von Johann II. von Rheineck
- Nesa (* um 1314; † 1373) ⚭ Rorich II. (* vor 1317; † nach 1365), 1306–1365 Herr von Rennenberg, Sohn von Hermann III. (* vor 1280; † 1331), 1280–1331 Herr von Rennenberg

## Abstammung
| Ahnentafel von Johann I. von Braunsberg | Ahnentafel von Johann I. von Braunsberg                                                                          | Ahnentafel von Johann I. von Braunsberg                                                                 | Ahnentafel von Johann I. von Braunsberg                                                                 | Ahnentafel von Johann I. von Braunsberg                                                                 | Ahnentafel von Johann I. von Braunsberg | Ahnentafel von Johann I. von Braunsberg |
| --------------------------------------- | --- | --- | --- | --- | --------------------------------------- | --------------------------------------- |
| Urgroßeltern                            | Bruno I. von Isenburg-Braunsberg (* um 1160; † vor 8. Oktober 1210) ⚭ Theodora von Wied (* um 1160; † nach 1218) | N.N. ⚭ N.N.                                                                                             | Gottfried III. von Sponheim (* vor 1183; † 1218) ⚭ 1202 Adelheid von Sayn († 1263)                      | Dietrich I. von Kleve-Heinsberg (1192; † 1227/28) ⚭ Isabella von Limburg († 1221)                       |                                         |                                         |
| Großeltern                              | Bruno II. von Isenburg-Braunsberg (* um 1179; † vor 1256) ⚭ Johanna N.N.                                         | Bruno II. von Isenburg-Braunsberg (* um 1179; † vor 1256) ⚭ Johanna N.N.                                | Heinrich I. von Heinsberg (* vor 1224; † 1259) ⚭ 1228/33 Agnes von Kleve-Heinsberg († 1267)             | Heinrich I. von Heinsberg (* vor 1224; † 1259) ⚭ 1228/33 Agnes von Kleve-Heinsberg († 1267)             |                                         |                                         |
| Eltern                                  | Bruno III. von Isenburg-Braunsberg (* um 1230; † um 1279) II. ⚭ 1266 Isalda von Heinsberg († nach 1287)          | Bruno III. von Isenburg-Braunsberg (* um 1230; † um 1279) II. ⚭ 1266 Isalda von Heinsberg († nach 1287) | Bruno III. von Isenburg-Braunsberg (* um 1230; † um 1279) II. ⚭ 1266 Isalda von Heinsberg († nach 1287) | Bruno III. von Isenburg-Braunsberg (* um 1230; † um 1279) II. ⚭ 1266 Isalda von Heinsberg († nach 1287) |                                         |                                         |
| Johann I.                               | | | | |                                         |                                         |